# Prisión de Aiud
La Prisión de Aiud (en rumano: Penitenciarul cu regim de maximă siguranță Aiud, literalmente "Penitenciaria bajo régimen de máxima seguridad de Aiud") es un complejo penitenciario en Aiud, en el centro de Transilvania, en el país europeo de Rumania. Es famosa por sus presos políticos, especialmente durante la Segunda Guerra Mundial, durante el reinado de Rumania por Ion Antonescu y más tarde los comunistas. Se dice que fue construida en el siglo XIX.